# 中國—蒙古國關係
中蒙關係指中華人民共和國和蒙古國之間的外交關係。由於蒙古人民共和國是蘇聯的衛星國，因而直至1990年前中蒙關係也長期受中蘇關係影響。自從1980年代末期中蘇關係逐漸恢復，中蒙關係亦開始改善。蘇聯解體後的1990年代起，中國成為蒙古最大貿易伙伴，不少中國企業也在蒙古經營。由于中国与蒙古在元朝时期融合为一个国家，元朝皇帝自命中国正统，中国人亦普遍承认当时元朝法统，因而中蒙关系亦涉及两国对各自国家内部历史的理解的问题。

## 歷史

### 古代
1260年，蒙古帝国成吉思汗之孫忽必烈建號「中統」，意即「中原正統」。1271年，忽必烈取《周易》“大哉乾元”之语，公佈《建國號詔》，建汉语國號為大元，宣佈新王朝為繼承歷代中原王朝的中華正統王朝。1279年，忽必烈灭亡南宋，結束了中國300年來南北分治的狀態。
1368年，朱元璋领导的农民军结束了元朝的统治，元朝退回蒙古高原，中国史书将之称为北元。明朝与北元及其后续政权多有征战。
1616年，努爾哈赤建立後金，并开始與蒙古諸部會盟與聯姻。
1634年，皇太极击败末代蒙古大汗林丹汗，降伏了漠南蒙古诸部。
1644年，明朝被清朝取代。1689年，清朝康熙帝在与俄国签订的国际法边界条约——《尼布楚条约》中，首次将“中国”作为正式国号使用，与“俄羅斯”相对，當中的“中國”包括当时臣服于清朝的内蒙古以及中國東北等地在內的整個清帝國。1691年，喀爾喀蒙古正式併入清帝國，1696年之后清军击败准噶尔占据外蒙古。清朝期間，內外蒙古都是大清國的一部分。

### 近代
清朝瀕臨瓦解之時，外蒙古宣佈獨立建國。民國成立後，中華民國當時認為其身為清朝繼承者，繼續主張外蒙古是中國的一部分。然而，中華民國因南北內戰和軍閥割據而無法控制該地。1919年，中國北洋政府派兵占领外蒙古並取消其自治。結果，蒙古國向蘇俄尋求協助。兩年後，受羅曼·馮·恩琴領導的俄國白軍影響，中國軍隊被迫撤回。幾個月後由蘇聯紅軍取代。1924年，蒙古人民共和國成立。自從日本侵華戰爭以來，中國並沒有能力重新恢復對外蒙古的實際控制。
二戰結束後採用住民自決的方式認定蒙古的主權地位，1946年，中國國民黨領導的中華民國國民政府承認了外蒙古獨立。1949年中國共產黨在中國國共內戰中獲得勝利後，曾一度非正式地提出合并外蒙古，但最终迫于苏联压力和蒙古反对，再次“确认，蒙古人民共和国的独立地位已因1945年的公民投票及中华人民共和国业已与其建立外交关系而获得了充分保证”。

### 中华人民共和国成立初期

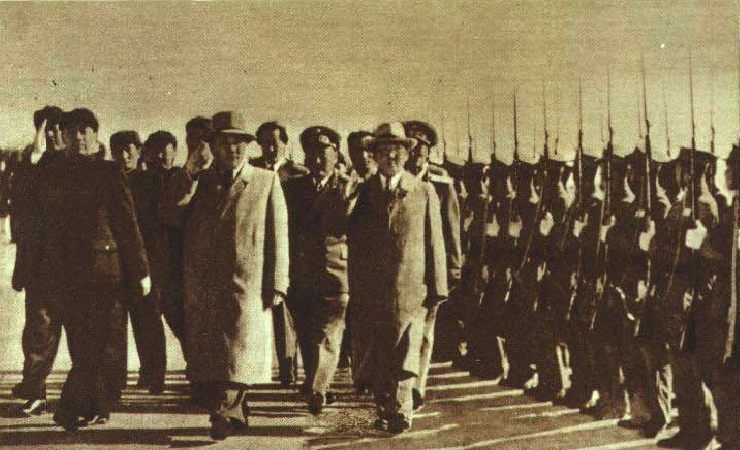
1952年9月28日蒙古人民共和国部长会议主席泽登巴尔访问中国

1949年10月16日，中華人民共和國與蒙古人民共和國建交，双方在1950年至1965年期间关系顺利。1952年9月28日，蒙古人民共和国部长会议主席泽登巴尔访问中国。1955年4月签订了派遣中国员工到蒙古帮助生产建设的协定；1956年8月签订了中国给予蒙古经济和技术援助协定，中国向蒙古提供无偿援助1.6亿（旧）卢布（约合1,700多万美元）；1958年12月签订了一项经济和技术援助协定，中国向蒙古提供1亿（旧）卢布贷款。1960年5月27日至6月1日，中华人民共和国国务院总理周恩来访问蒙古，并签署《中蒙友好互助条约》、《科学技术合作协定》、《中国给予蒙古经济技术援助协定》（中国又向蒙古提供贷款2亿（旧）卢布）。1960年9月签订了派遣中国员工帮助蒙古进行生产建设的第二个协定。1961年4月，签订了通商条约。1962年12月25日至27日，蒙古部长会议主席尤睦佳·泽登巴尔访华并签订了《中蒙边界条约》。1964年6月，签订了两国边界议定书。

### 中苏交恶时期
然而，随着中苏交恶后，蒙古迅速倒向苏联、单方面破坏协定，将中国员工全部赶走。1966年，蒙古和苏联签订《友好合作互助条约》，根据条约，苏军进驻蒙古，最多时多达15万人。蒙古将其军队指挥权交给苏联，武器则由苏方提供，重兵压至中蒙边界。中蒙关系急剧恶化，迫使中国关注北部边境安全。1983年11月，乌兰巴托摔跤队应邀来呼和浩特、北京进行友谊比赛，这是两国冷战20多年后的首次接触。1984年，中國代表團訪問蒙古，兩國標定邊界後才逐漸緩和。1986年，兩國簽訂一系列協議以支撐貿易和建立交通連結。1988年，兩國簽訂關於邊境控制的條約，蒙古与中国实现关系正常化。

### 蒙古国成立后

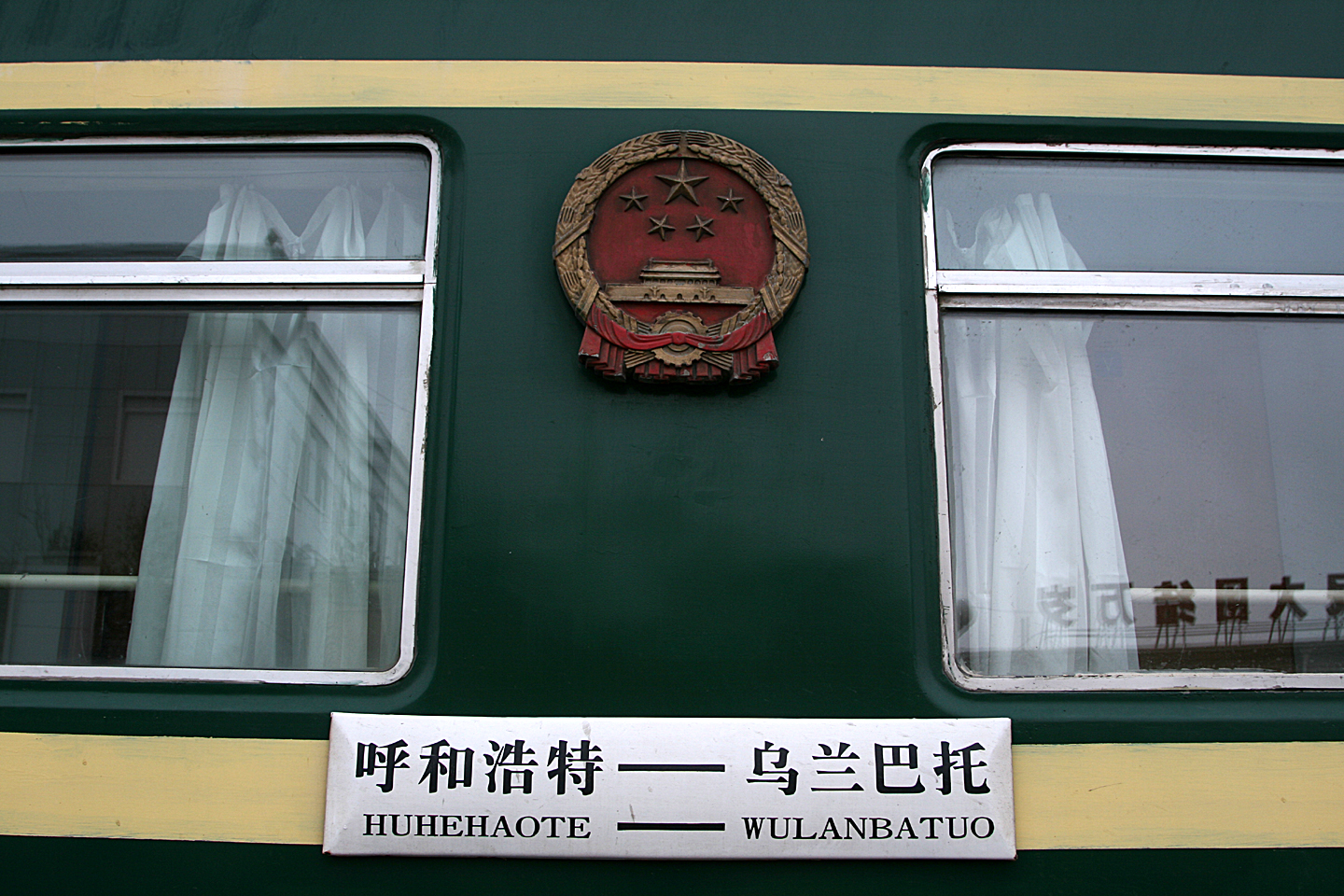
中国呼和浩特至蒙古国乌兰巴托的4652/4653、4654/4651次国际联运客车

东欧剧变和苏联解体及经济互助委员会内部瓦解，使得蒙古丧失往日的经济与战略支柱，而与之三面相临的中国成为它今后生存发展的至关重要因素。随着中俄关系不断改善，中蒙关系也进入快车道。1991年8月，中华人民共和国主席杨尚昆访蒙，这是中蒙建交40多年来中国国家主席首次访蒙。1994年4月，中国国务院总理李鹏应邀访蒙，提出“中蒙关系五个基本点”，双方签署了《中蒙友好合作关系条约》。1998年，蒙古国总统那楚克·巴嘎班迪访问中国，双方发表了《中蒙联合声明》，确立两国未来政治发展基调。1999年7月，中共中央总书记江泽民出访蒙古，出席中蒙建交50周年庆祝会。2005年，中共中央总书记、中国国家主席胡锦涛在人民大会堂与蒙古国总统那木巴尔·恩赫巴亚尔会谈，进一步增强各领域合作。2008年6月，时任中共中央政治局常委、中国国家副主席习近平在蒙古国乌兰巴托会见了蒙古国总统恩赫巴亚尔，并同蒙古国总理桑吉·巴亚尔举行会谈。2009年6月，中蒙举行“维和使命-2009”维和联合军事训练。2010年6月，中国国务院总理温家宝抵达乌兰巴托，对蒙古国进行正式访问，分别会见蒙古国总统查希亚·额勒贝格道尔吉和国家大呼拉尔主席达木丁·登贝尔勒。2013年10月25日，中共中央总书记、中国国家主席习近平在北京人民大会堂会见蒙古国总理诺罗布·阿勒坦呼亚格。2022年2月3日至8日，蒙古国总理奥云额尔登来华出席在北京举行的第24届冬季奥运会开幕式。其间，中共中央总书记、中国国家主席习近平会见奥云额尔登总理，国务院总理李克强同奥云额尔登总理举行会晤。两国领导人在亲切友好的气氛中，就中蒙关系和共同关心的问题深入交换意见，达成广泛共识。
2024年4月底至5月下旬，中國和蒙古舉行陸軍聯合訓練，這是兩國陸軍首次聯合訓練。

## 摩擦
近年來隨著中蒙經貿往來日益密切，赴蒙留學務工，投資開礦和旅遊觀光的中國人越來越多，部分蒙古國民眾抱怨中國“搶走”了當地人的就業機會，加上一些中國人不了解當地語言和習俗，一些不良行為如炫富、商業欺詐和破壞環境等也被當地媒體曝光，亦有部分蒙古國政客和媒體為宣傳「中國威脅論」，以助長和利用蒙古國部分人的民族主義情緒，在一定程度上加深當地一些民眾對華負面情緒。此外，有部分中國大陆網民對蒙表態上不夠理智，甚至有不當言論，如“外蒙古回归中国”论，台湾网民宣称蒙古为中华民国领土等行为亦激发中蒙矛盾。另外，近年來蒙古國出現了一些主張「捍衛民族血統的純潔性」的非政府團體，包括有「站立的藍色蒙古」、「白色納粹十字」、「泛蒙古運動」等，部分有排華暴力行為。在2015年，中国内蒙古自治区多名游客3月28日在蒙古国肯特省不儿罕山游览时，受到极端组织人员的人身攻击和侮辱，受辱视频和照片被上传到社交网站，引发中国国内严重不满以及蒙古国社会各界的关注。据了解，蒙古国警方已经掌握了这件事中挑衅者的相关信息，而中国驻蒙使馆对事件高度关注，向对方外交部门和警方提出严正交涉，要求对方依法严惩肇事者，加大对中国公民的保护力度。蒙古国首都乌兰巴托市长巴特乌勒本月2日就这一事件正式道歉，并表示要追究肇事者的法律责任。蒙古国总统额勒贝格道尔吉3日就这件事表态，肯定巴特乌勒的道歉。
2016年11月18日，西藏流亡精神领袖第十四世达赖喇嘛丹增嘉措于当地时间晚间到访蒙古国，随即遭到来自北京政府的强烈反对与抗议，北京政府认为达赖喇嘛刺激并支持西藏独立主义，因而坚决反对任何已同中国建交的国家与其进行任何形式的交流与往来。后蒙古国澄清达赖喇嘛的访问是宗教访问，并非受到来自蒙古政府官方的邀请，并同意至少在本届政府任期结束前，不会再同意达赖喇嘛以任何形式进入蒙古国，并重申支持中国的领土完整与一个中国政策。
2020年9月，中國在内蒙古启动双语教育新政引发争议后，蒙古国前总统查希亚·额勒贝格道尔吉曾多次发表声明支持内蒙古的蒙古族民众，呼吁中國保护蒙古族母语。额勒贝格道尔吉其后致信习近平表示抗议后，被中国驻蒙古大使馆退回，中国驻蒙古国特命全权大使柴文睿在回信中详细阐述了中国的立场和民族政策，并反驳额勒贝格道尔吉的观点。

## 經貿

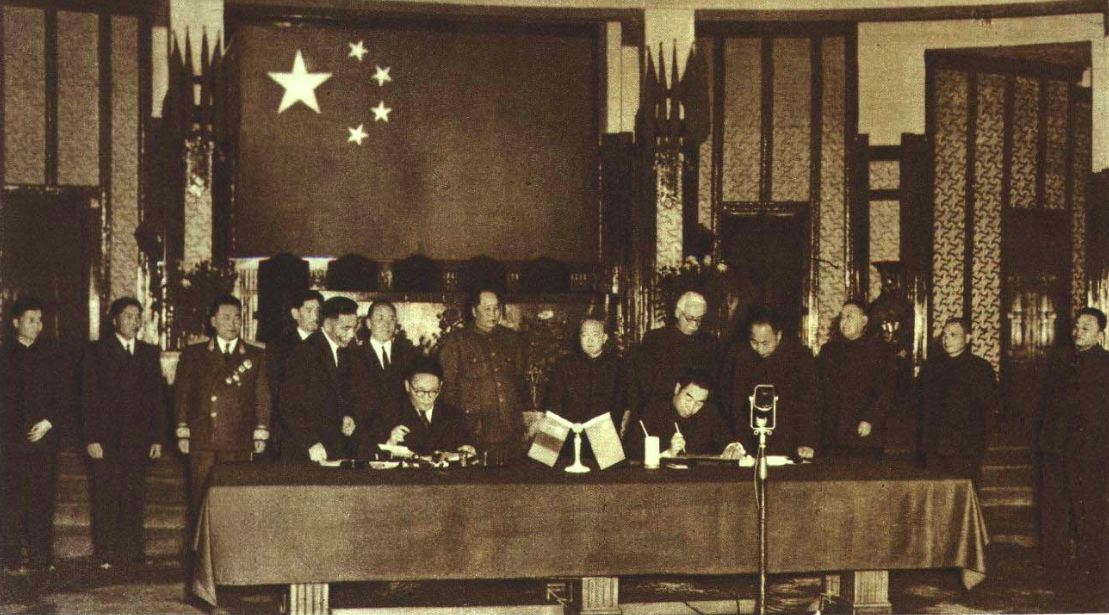
1952年10月4日，中蒙签署《经济及文化协定》

兩國的官方關係因歷史因素的關係而緊密連結。中國是蒙古的主要出口夥伴國，出口到中國的貨品达蒙古出口额的88.9%。与此同时，中国也是蒙古的主要進口夥伴國，從中国的進口额占的蒙古進口额的37.6%。

## 司法合作
中国与蒙古在1997年签订《中华人民共和国和蒙古国引渡条约》，并于1999年生效。中国籍的经济犯，或者从内蒙古逃离者或异议人士，都可以依照协议，被蒙古方面遣送回中国。

## 援助
2020年COVID-19疫情率先在中国爆发，蒙古国政府各部组织开启“永久邻居—暖心支持”援助中国行动。2月27日下午，中国国家主席习近平在人民大会堂同蒙古国总统哈勒特马·巴特图勒嘎会谈。会谈结束后，巴特图勒嘎总统向习近平递交了蒙方向中方赠送三万只羊的证书；随后三万只羊在蒙古境内贴春膘。10月22日，经过养膘的蒙古捐赠羊开始在扎门乌德口岸、二连浩特口岸进行交接。
而随着疫情在全球的扩散，3月29日，中国政府援助蒙古国第一批抗疫物资28日在蒙首都乌兰巴托顺利交接。4月10日，中国援蒙第二批物资交接。9月3日，中国政府援蒙古国第三批抗疫物资交接。11月20日，中国紧急向蒙古国援助一批核酸检测仪器和试剂。11月29日蒙古国疫情再起，蒙古国政府对部分地区采取全民警戒状态延长至12月11日，以巩固抗疫效果。11月30日，中国援蒙医疗设施陆续进入蒙古国，此事得到蒙古国政府及民众的高度评价。

## 签证

持中华人民共和国护照的中华人民共和国公民签证要求分布图：入境蒙古国可以电子签证。

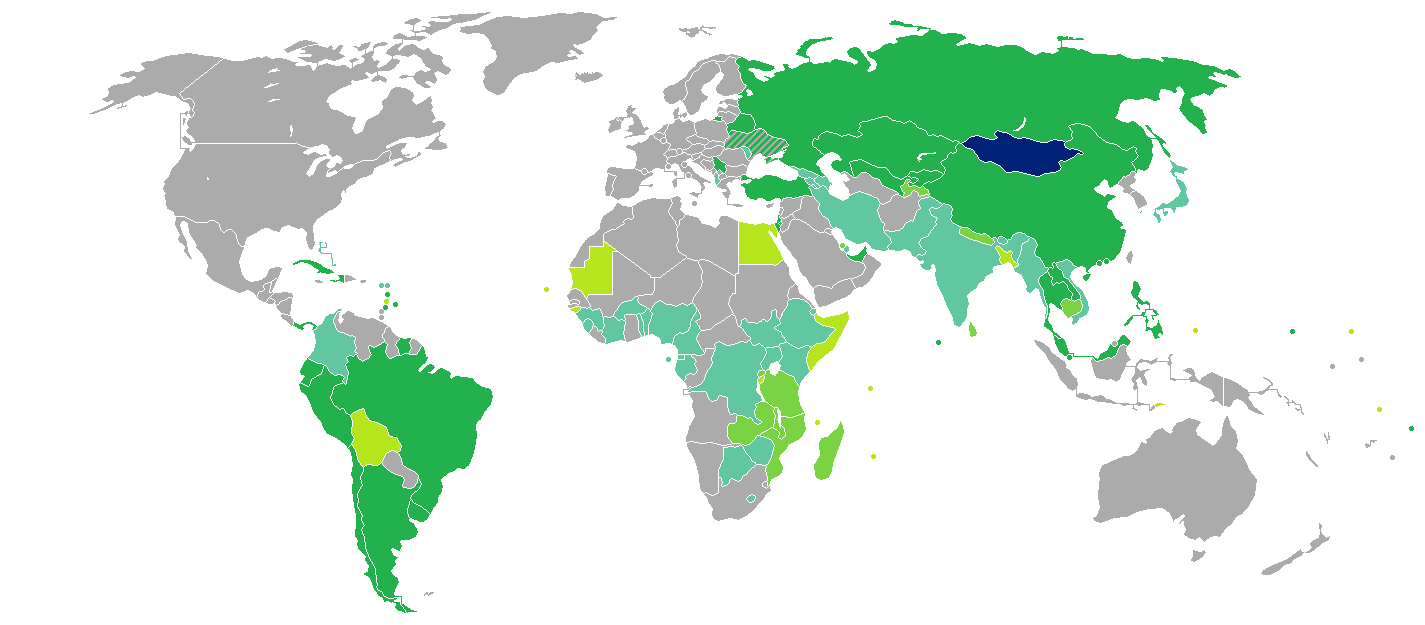
持蒙古国护照的蒙古国国民签证要求分布图：入境中华人民共和国可免签。

持有中华人民共和国护照的18岁以上中华人民共和国公民可以电子签证的方式入境蒙古国，仅限短期观光、参加体育或文化活动、转机或过境。停留最多30天（转机过境签证最多10天），不可延长。申请纸本观光签证，停留最多30天并可延长30天；纸本非观光签证若停留超过30天，须有该国邀请单位的邀请函并经该国相关政府机关许可。

## 交通

### 航空
两国之间有直航航线，乌兰巴托来往中国各大城市之客运航线如下：
| 中华人民共和国机场 | 航班                             |
| ------------------ | -------------------------------- |
| 北京首都           | 中国国际航空、蒙古民用航空       |
| 北京大兴           | 匈奴航空                         |
| 呼和浩特白塔       | 中国国际航空                     |
| 包头东河           | 匈奴航空季节性                   |
| 呼伦贝尔海拉尔     | 匈奴航空                         |
| 满洲里西郊         | 匈奴航空                         |
| 上海浦东           | 蒙古民用航空（2025年7月3日开办） |
| 广州白云           | 蒙古民用航空（2025年4月6日复办） |
| 香港               | 蒙古民用航空                     |

- 上述目的地国际机场为邻近该国首都或该国最主要枢纽机场，若要前往该国国内线机场详见蒙古机场。
- 航线会因航空公司营运状况更改或取消，出发前应与负责该航线的航空公司确认航线及航班，以免影响权益。

### 铁路

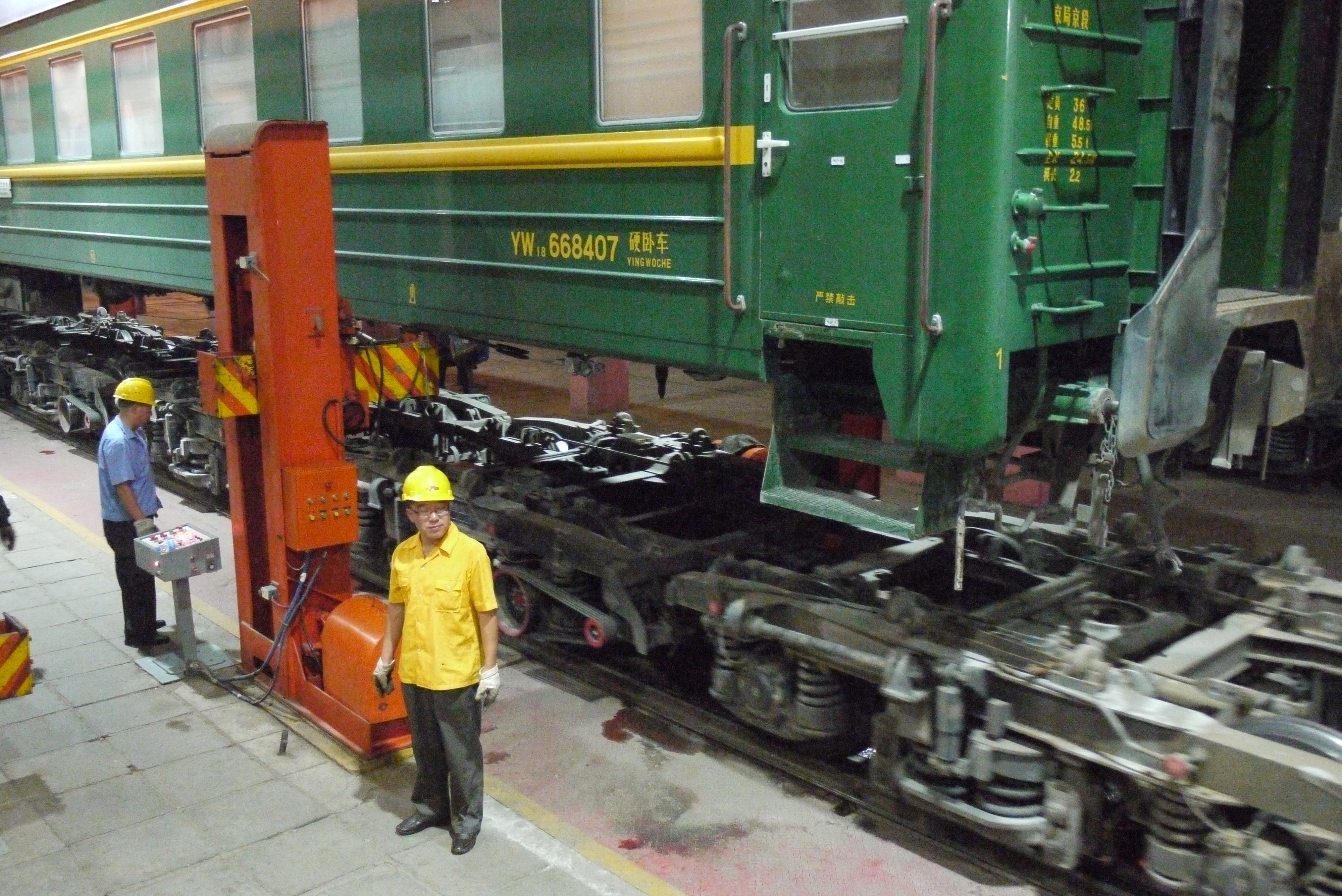
一列客运列车在中蒙边境的二连站更换转向架

中国铁路唯一的一条与蒙古铁路连接的铁路位于内蒙古中部锡林郭勒盟的二连浩特，与蒙古东戈壁省的扎门乌德接壤。
每周有两趟列车从北京和呼和浩特出发前往乌兰巴托，每周还有五趟列车从二连浩特出发。与前往俄罗斯的铁路服务一样，来自中国的列车需要在二连浩特更换转向架，因为蒙古使用的是俄罗斯宽轨。

### 驾车
作为《维也纳道路交通公约》缔约国，蒙古国《道路交通安全法》第17章第4条规定，不得持非缔约国驾驶证或其他国际驾驶证在蒙境内驾驶机动车。中国大陆未加入该公约，因此蒙方不承认中国大陆驾驶证（包括经公证的翻译件）。两国边境口岸户籍人口的小型机动车经向当地公安机关备案并取得通行证后，可在毗邻边境县行驶，但不得进入其他地区。
在蒙自驾游须办理蒙古驾照，并租借在蒙古注册登记牌照的车辆。获取蒙古驾照须办理常住卡并通过驾照考试。

## 重大事件
- 焚毀蒙古駐華大使專車事件

## 外部連結
- 中華人民共和國駐蒙古國大使館官方網站（简体中文）（英文）（蒙古文）
  - 中華人民共和國駐蒙古國大使館經濟商務處官方網站（简体中文）
- 中华人民共和国驻扎门乌德总领事馆官方网站（简体中文）（蒙古文）
- 蒙古驻华大使馆官方網站（英文）（蒙古文）